# Cancer Causes & Control
Cancer Causes & Control is een internationaal, aan collegiale toetsing onderworpen wetenschappelijk tijdschrift op het gebied van de oncologie, volksgezondheid en de arbeidsgeneeskunde. De naam wordt in literatuurverwijzingen meestal afgekort tot Canc. Causes Contr. Het wordt uitgegeven door Springer Science+Business Media en verschijnt maandelijks. Het eerste nummer verscheen in 1990.